# La Chapelle-Hermier
La Chapelle-Hermier település Franciaországban, Vendée megyében. Lakosainak száma 1083 fő (2022. január 1.). La Chapelle-Hermier Coëx, L’Aiguillon-sur-Vie, Aizenay, Landevieille, Martinet és Saint-Julien-des-Landes községekkel határos.

## Népesség
A település népességének változása:
| Lakosok száma | 953  | 909  | 895  | 898  | 902  | 900  | 961  | 1022 | 1083 |
|               | 2013 | 2015 | 2016 | 2017 | 2018 | 2019 | 2020 | 2021 | 2022 |